# Turner Contemporary

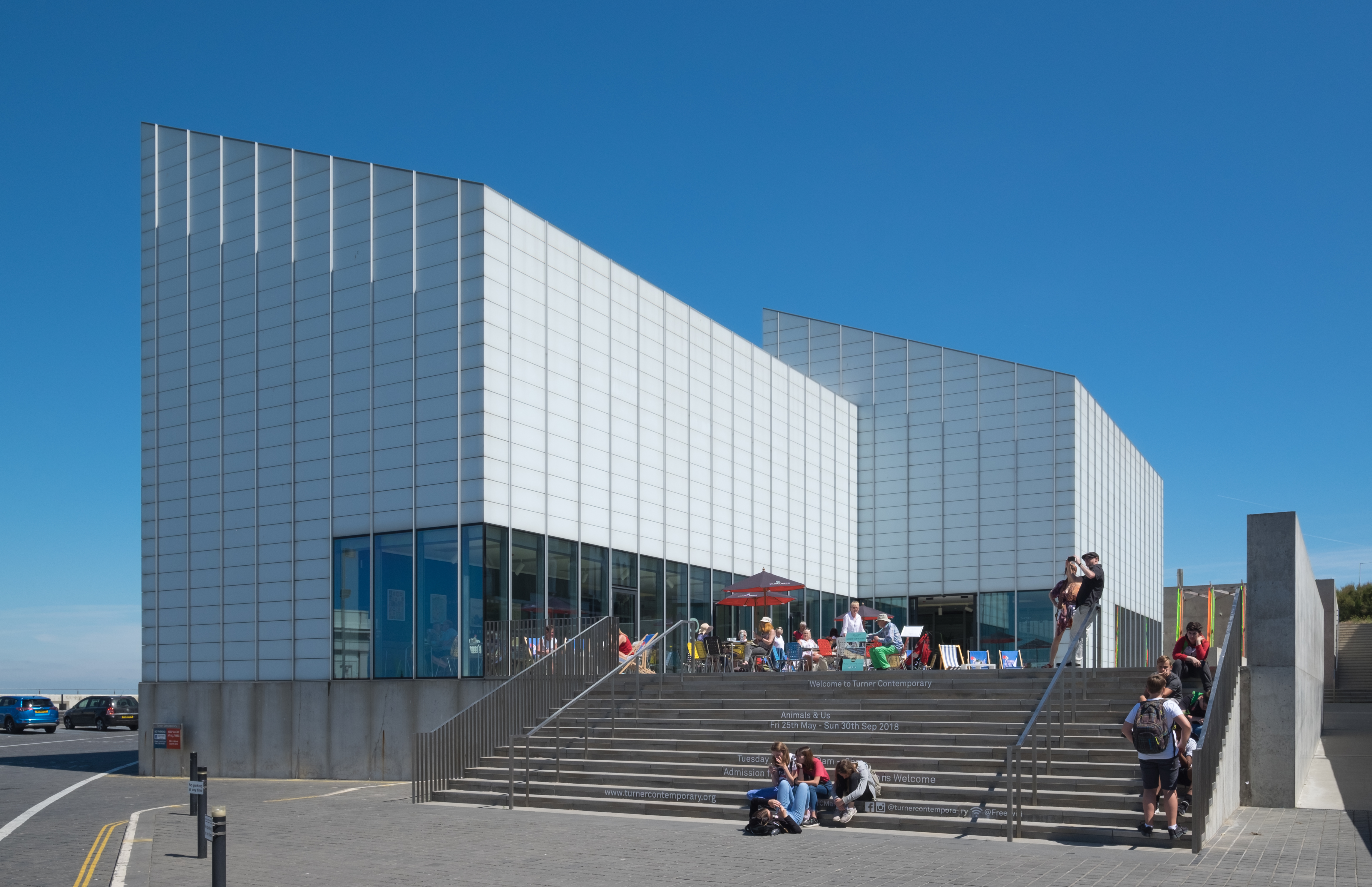

Turner Contemporary is een kunstmuseum in het Engelse Margate. Het museum voor hedendaagse kunst werd geopend in 2011 naar een ontwerp van David Chipperfield. De naam verwijst naar kunstschilder William Turner, die in Margate school liep. Het museum staat afgebeeld op het twintigpondbiljet.